# Zweikasusflexion
Die Zweikasusflexion ist eine Reduzierung des lateinischen Kasussystems während der Entstehungszeit der romanischen Sprachen. Von den ursprünglich sechs Kasus blieben nur der Nominativ als Rektus und der Akkusativ als Obliquus bestehen. Beispiele einer Zweikasusflexion finden sich im Altfranzösischen und im Altokzitanischen sowie im Altfriaulischen und Altsurselvischen. Inschriften lassen aber vermuten, dass in weitaus mehr altromanischen Sprachen und Dialekten eine Zweikasusflexion existiert hat. So sind unterschiedliche Rektus- als auch Obliquusformen im Altkatalanischen und Altvenezischen belegt.
Außerhalb der romanischen Sprachen verfügen auch das Kurmandschi und Zaza über eine Zweikasusflexion.
Die Zweikasusflexion ist in der Entwicklung der Reduzierung der indogermanischen Kasus ein Stadium vor dem vollständigen Verlust der Kategorie Kasus.
Beispiel:
- Nom.: murus → murs Rektus
- Gen.: muri –
- Dat.: muro → mur Obliquus
- Akk.: murum → mur Obliquus
- Abl.: muro → mur Obliquus

- Nom.: muri → mur Rektus
- Gen.: murorum –
- Dat.: muris → murs Obliquus
- Akk.: muros → murs Obliquus
- Abl.: muris → murs Obliquus

Die Formen des lateinischen Genitivs Singular und Plural wurden schon recht früh durch präpositionale Umschreibungen mit der Präposition de ersetzt, so dass diese Formen nicht von der lautlichen Reduzierung betroffen sind, da sie in der Sprache nicht mehr in Verwendung waren. So hätte die lateinische Form murorum etwa die altfranzösische *muror/mureur ergeben müssen, die nirgends belegt ist. 
Die Existenz einer Zweikasusflexion erlaubte im Gegensatz zu anderen altromanischen Sprachen, wo diese nicht (mehr) existierte, eine freiere Syntax.
Das Rumänische, ebenfalls eine romanische Sprache, verfügt auch über eine Zweikasusflexion (wenn man den für die Satzsyntax unbedeutenden Vokativ ausklammert). Die Opposition ist hier jedoch anders, da hier Nominativ und Akkusativ sowie Genitiv und Dativ gleich sind. Innerhalb der Romanistik ist umstritten, ob es sich dabei um eine Neubildung oder um eine Fortführung der vulgärlateinischen Verhältnisse handelt.
Beispiel:
Nominativ/Akkusativ Singular: rumänisch casă ‚das Haus‘, Genitiv/Dativ Singular: rumänisch case ‚des Hauses, dem Hause‘